# Arno Babajanian
Arno Harutyuni Babajanian (Armeens: Առնո Հարությունի Բաբաջանյան, in Latijns schrift: Aṙno Harowt’yowni Babaǰanyan; Russisch: Арно Арутюнович Бабаджанян, in Latijns schrift: Arno Arutyunovich Babadzhanyan) (22 januari 1921 – 11 november 1983) was een Armeens componist en pianist tijdens het Sovjettijdperk.

## Leven
Babajanian werd geboren in Jerevan, Armenië. Op 5-jarige leeftijd viel zijn muzikale talent op en de componist Aram Khachaturian stelde voor om hem een muzikale basisopleiding te geven. Twee jaar later, in 1928 toen hij 7 jaar was, bezocht hij het conservatorium in Jerevan. In 1938 studeerde hij verder in Moskou bij Vissarion Shebalin. Vervolgens keerde hij terug naar Jerevan om daar van 1950 tot 1956 les te geven aan het conservatorium. In deze periode (1952) schreef hij ook zijn Piano Trio in fis mineur. Daarmee oogstte hij onmiddellijk succes en werd het na de première herkend als een meesterwerk. Als gevolg hiervan ondernam hij een tournee door de Sovjet-Unie en Europa. In 1971 werd hij geprezen als Volkskunstenaar van de Sovjet-Unie.
Als componist voelde Babajanian zich thuis in vele muziekgenres en hij schreef zelfs liedjes, in samenwerking met vooraanstaande dichters zoals onder meer Yevgeny Yevtushenko en Robert Roshdestvensky. Veel van zijn muziek vindt een oorsprong in de Armeense volksmuziek en folklore, maar hij deed dit in de virtuoze stijl als van Rachmaninov en Khachaturian. In zijn latere werken vinden we invloeden van Prokofiev en Bartók. Dmitri Shostakovich prees hem als een briljant piano docent. Babajanian werd zo een erkend pianist en trad vaak zelf op bij de concertuitvoeringen van zijn composities. Babajanian wordt wereldwijd erkend als een van de grootste componisten uit de Soviet tijd.

## Overzicht van voornaamste werken

### Piano werken

#### voor piano solo
- Prelude (1939)
- Vagharshapat dance (1943)
- Impromptu (1944)
- Polyphonic sonata (1946, rev. 1956)
- Capriccio (1952)
- Six pictures (1963–64)
- Poem (1965)
- Meditation (1969)
- Melody and Humoresque (1970)
- Elegy (1978)

#### voor twee piano's
- Dance (1942)
- Armenian Rhapsody (1950, mede-gecomponeerd met Alexander Arutiunian)
- Festive (1960, met percussie instrumenten. Mede-gecomponeerd met Alexander Arutiunian)

### Werken voor solo instrument met piano
- Vioolsonate (1958)
- Air en dans voor cello (1961)

### Kamermuziekwerken
- Strijkkwartet No. 1 (1938-43)
- Strijkkwartet No. 2 (1947-48, onvolledig)
- Piano Trio in fis mineur (1952)
- Strijkkwartet No. 3 (1975-76)

### Orkestwerken
- Poem-rhapsody (1954, rev. 1960 and 1980)
- March of the Soviet Police (1977)

#### Concerten
- Piano concert (1944)
- Viool concert (1948-49)
- "Heroic ballade" for piano and orchestra (1950)
- Cello concert (1959-62)

#### Balletstukken
- "Parvana" (Парвана) (1954–56; onvolledig, waarschijnlijk verloren gegaan)
- "Stellar symphony" (Звездная симфония) (1960)
- "Umbrellas" (Зонтики)
- "Sensation" (Сенсация)
- "Dance Suite" (Танцевальная сюита) (1971)

#### Stukken voor toneelorkest
- In Karlovy Vary (1959)
- Armenian Lipsi (1960)
- Rhythmic dance (1961)
- Come to Yerevan (1961)
- Festive Yerevan (1977)
- Dvin (1979)
- Nocturne (Concert piece for piano and orchestra) (1980)
- Dreams (Concert piece for piano and orchestra) (1982)

### Filmmuziek
- Looking for the addressee (В поисках адресата) (1955)
- Path of thunder (Тропою грома) (1956)
- Personally known (Лично известен) (1957)
- The Song of First Love (Песня первой любви) (1958)
- A Groom from the Other World (Жених с того света) (1958)
- Bride from the North (Невеста с севера) (1975)
- My heart is in the Highlands (В горах мое сердце) (1975)
- Baghdasar's divorce (Багдасар разводится с женой) (1976)
- Chef contest (Приехали на конкурс повара) (1977)
- The flight starts from the Earth (Полет начинается с земли) (1980)
- The mechanics of happiness (Механика счастья) (1982)

### Liederen (meer dan 200 in totaal; een selectie)
- "Nocturne" ("Ноктюрн", originally for piano and orchestra)
- "Bring me back the music" (""Верни мне музыку")
- "Beauty queen" ("Королева красоты")
- "Wedding" ("Свадьба")
- "Best city in the world" ("Лучший город Земли"), originally performed by Jean Tatlian and made a classic by Muslim Magomayev
- "Grateful to you" ("Благодарю тебя")
- "Reuzenrad" ("Чертово колесо")
- "Heart on snow" ("Сердце на снегу")
- "The blue taiga" ("Голубая тайга")
- "Dum spiro, spero" (Пока я помню, я живу)
- "Aria-vocalise" (Ария-вокализ)

## Eerbetoon, prijzen en medailles
- 1935 - Eerste twee prijzen voor twee liederen opgedragen aan de 15e verjaardag van Soviet Armenia
- 1937 - Eerste prijs voor de beste uitvoering van Alexander Glazunov's Piano Variaties van het conservatorium van Jerevan
- 1939 - Eerste prijs voor de beste uitvoering van werken van Soviet componisten
- 1945 - Medaille "voor Verdediging van de Kaukasus"
- 1945 - Medaille "voor dapper werk"
- 1947 - Tweede prijs voor drie piano stukken (of het Piano Concert) bij het 1ste Wereld Festival voor Jongeren en Studenten in Praag
- 1951 - Stalin Prijs, derde graad, voor de "Heroische Ballade" voor piano en orkest
- 1953 - Tweede prijs voor het lied "Vlieg omhoog met de vriendschapsvlag" op het 2e Wereld Festival voor Jongeren en Studenten in Bukarest
- 1956 - Orde van de Rode Banier van de Arbeid
- 1956 - Verdienstelijk Kunstenaar van de Armeense SSR (Socialistische Sovjet Republiek)
- 1962 - Volkskunstenaar van de Armeense SSR
- 1967 - Armeense SSR Staatsprijs voor "6 foto's" voor piano solo
- 1971 - Volkskunstenaar van de Sovjet Unie
- 1973 - Prijs voor de beste componiste op het 2e Tokyo Music Festival voor het lied "Reuzenrad"
- 1973 - Ereburger van twee steden in Texas
- 1981 - Orde of Lenin
- 1983 (postuum) - Armeense SSR Staatsprijs voor de OST voor de film "Mechanics of happiness"

## Trivia
- De kleine planeet 9017 Babadzhanyan is naar hem vernoemd.
- Babajanian is afgebeeld op verscheidene Armeense postzegels.
- Een Boeing 777-300ER van de Russische luchtvaartmaatschappij Aeroflot is naar hem vernoemd.

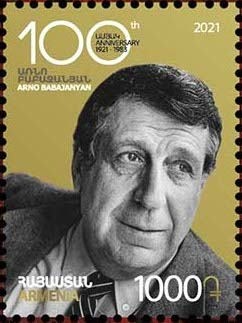
Babajanian op een Armeense postzegel
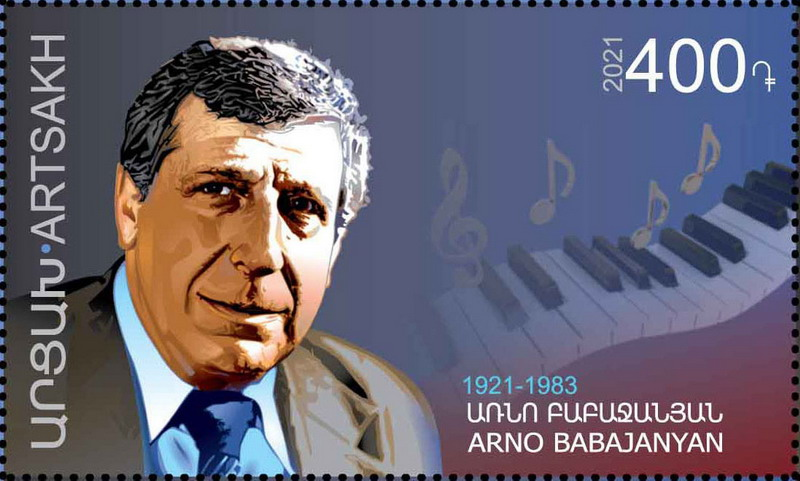
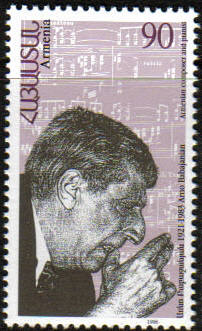
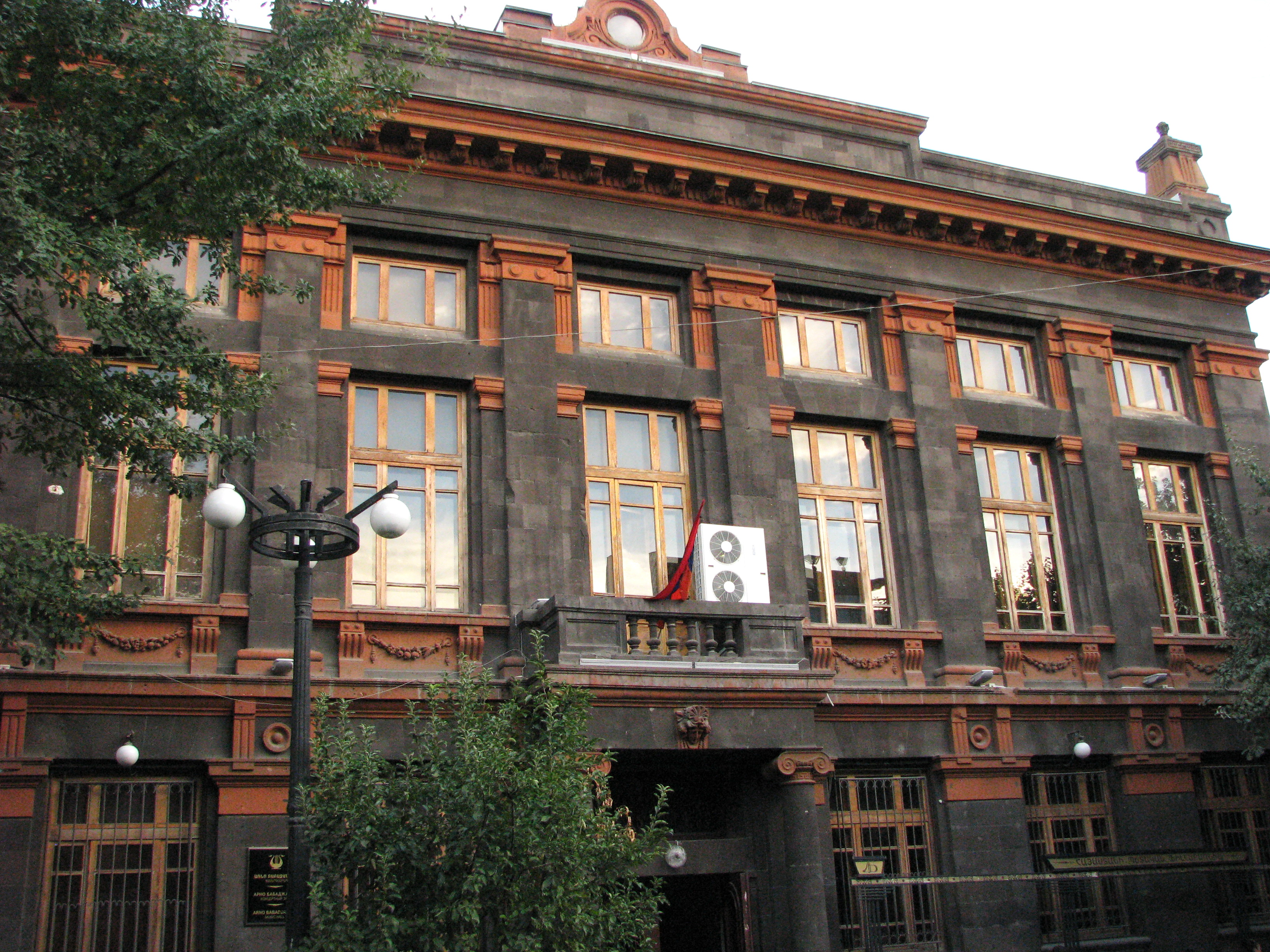
Arno Babajanian Concert Hall, Abovyan Street, Jerevan
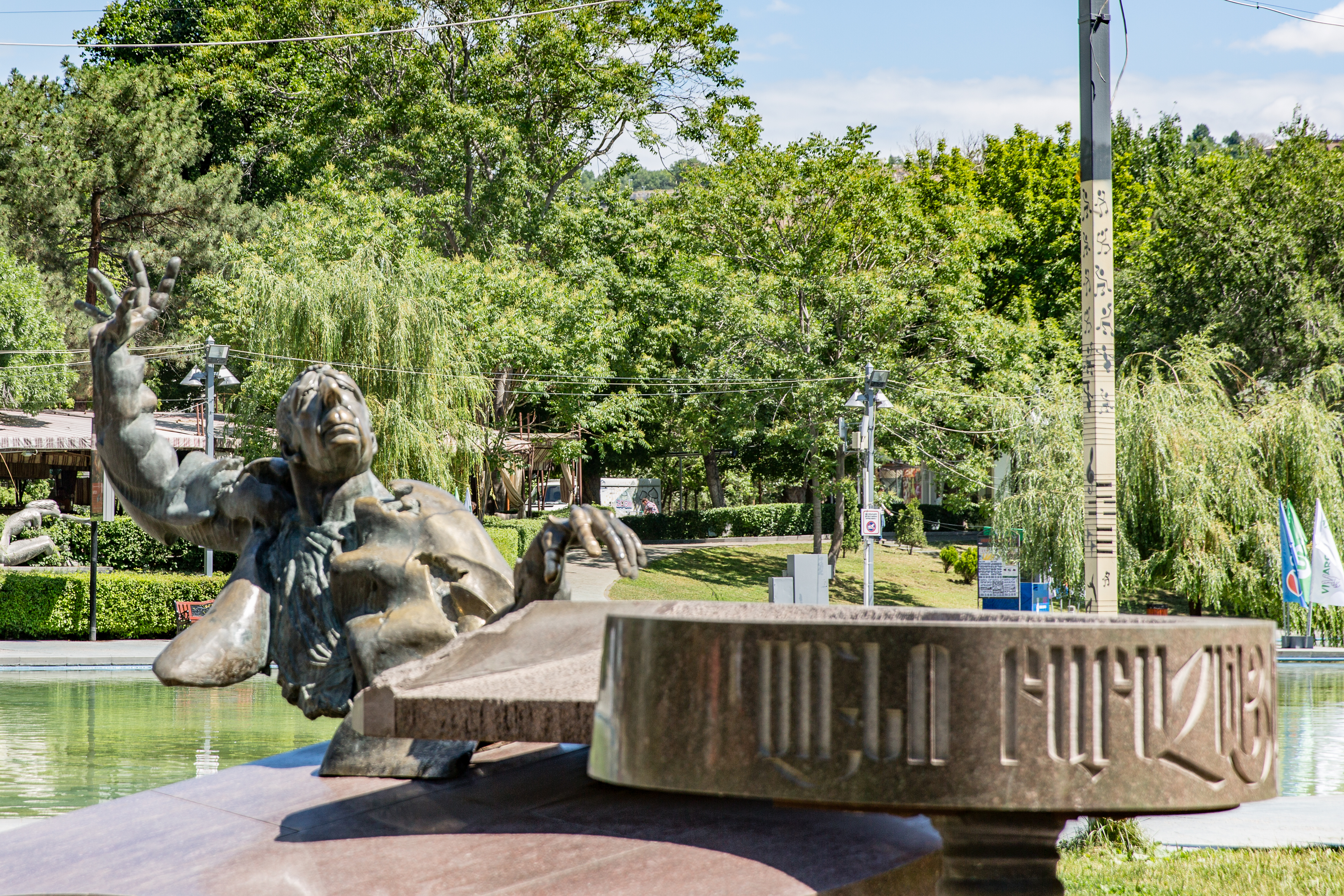
Beeld van Babajanian in Jerevan
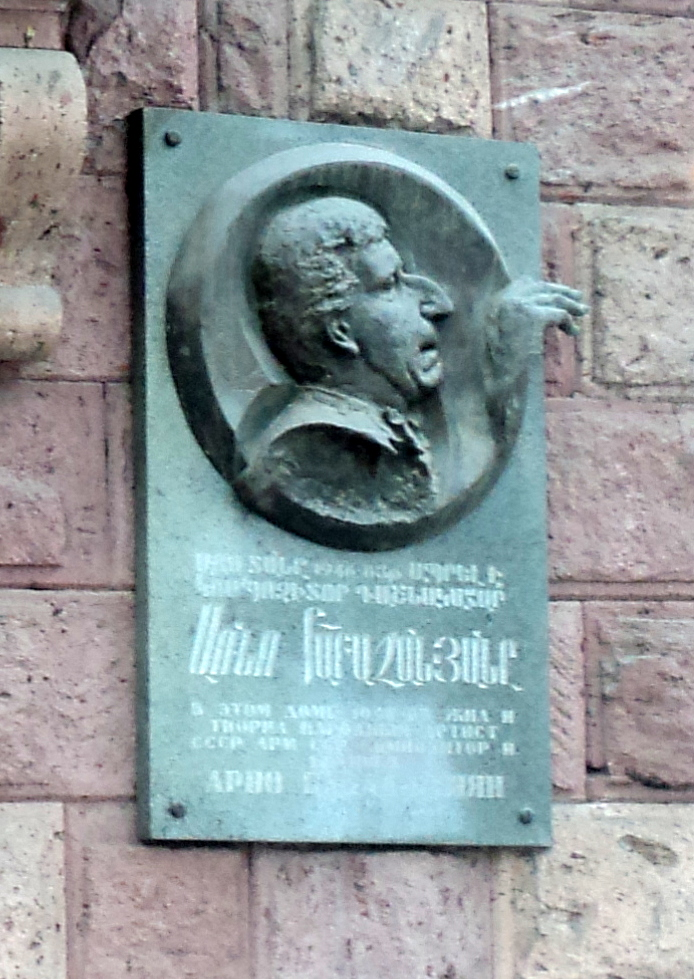
Plaque van Babajanian op Mashtots Avenue, Jerevan